# HMS Dreadnought
A HMS Dreadnought (Rettenthetetlen) a Brit Királyi Haditengerészet csatahajója volt, amelynek kialakítása forradalmasította a haditengerészetet. 1906-os hadba állítása óriási előrelépést jelentett a brit haditengerészeti technológiában. Az addig a flották gerincét adó pre-dreadnought csatahajókat szinte minden tekintetben felülmúlta: nagyobb méretű, összehasonlíthatatlanul erősebb fegyverzetű és gyorsabb volt. A Royal Navy ezzel egy csapásra elavulttá tette az összes addigi csatahajót, melyek közül a legkorszerűbbeknek is csak 4 db 305 mm-es nehézlövege volt szemben a Dreadnought 10 db ugyanilyen ágyújával. „Atyjának” John Fisher brit admirálist, az Admiralitási Tanács első tengernagyát tartják.
A Dreadnought volt korának első olyan csatahajója, amely egységes főüteggel rendelkezett. Az első olyan nagy hadihajó volt, amelyet gőzturbinák hajtottak, így elkészültekor a világ leggyorsabb csatahajójának számított. A Dreadnought volt az első olyan csatahajó, amely az úgynevezett „all-big-gun” elvet alkalmazta. A páncélvédelme azonban helyenként gyengébb volt, mint a Nelson osztálynak. A vízre bocsátása elősegítette a haditengerészeti fegyverkezési verseny kirobbanását, különösen a Német Birodalmi Haditengerészet ellen.
Bár az ellenséges csatahajók ellen tervezték, egyetlen jelentős akciója az SM U-29 német tengeralattjáró elsüllyesztése volt, ezzel az első olyan csatahajó lett, amelyről bebizonyosodott, hogy elsüllyesztett egy tengeralattjárót. Ez a Német Haditengerészethez tartozó tengeralattjáró a háború elején egy nap alatt három brit páncélos cirkálót süllyesztett el (HMS Cressy, Aboukir, Hogue) Javítása miatt nem vett részt az első világháború legjelentősebb tengeri ütközetében, a jütlandi csatában. 1916 májusában visszasorolták a La Manche csatornához, ahol partvédelmi hajóként szolgált két évig. 1918-ban újra csatlakozott a Nagy Flottához. A hajót 1919-ben tartalékba vonták, majd két évvel később eladták.

## Tervezése

### Háttér
A Dreadnought létrehozása szorosan kapcsolódik John Fisher admirális nevéhez, aki már 13 éves kora óta a haditengerészetnél szolgált. Fisher a brit haditengerészeti hierarchia aljáról a csúcsra küzdötte fel magát. 1862 januárjától 1863 márciusáig tüzérségi kiképzőként szolgált az HMS Excellent hajón. 1867-től tüzérségi tisztként szolgált a brit haditengerészet hajóin, ahol az akna- és torpedófegyverzet javításán dolgozott.
A 19–20. század fordulóján a briteknél Percy Scott, az amerikaiaknál William Sims által vezetett fejlesztések már korábban is példátlanul 6000 yardra (5500 méter) fejlesztették a várt lőtávolságot, ez elég nagy távolság volt ahhoz, hogy arra kényszerítsék a tüzéreket, hogy megvárják a már kilőtt lövedékek megérkezését, és csak azután tudjanak újra tüzelni az ellenségre. Az egyik probléma ezzel az volt, hogy a kisebb fegyverek lövedékei hajlamosak voltak eltakarni a nagyobb fegyverekét. A kisebb ágyúknak a tüzelés előtt vagy meg kellett várniuk a lassabban tüzelő nehézágyúkat, elveszítve ezzel tűzgyorsaságból fakadó előnyüket, vagy pedig bizonytalanná vált, hogy a lövedék egy nehéz- vagy könnyű ágyútól származik. Ez megbízhatatlanná tette a távolságmérést, valamint a célzást. A másik probléma pedig az volt, hogy hamarosan nagyobb hatótávolságú torpedók is szolgálatba álltak, ez pedig eltántorította a hajókat attól, hogy olyan távolságra közelítsenek, ahol már a kisebb ágyúk gyorsabb tűzgyorsasága dominált volna.
1903-ban Vittorio Cuniberti olasz haditengerészeti mérnök fogalmazta meg először nyomtatásban a nagyágyús csatahajó koncepcióját. Amikor az Olasz Haditengerészet nem hagyta jóvá elképzeléseit, írt egy cikket a Jane's Fighting Ships című folyóiratban. Egy 17 000 tonnás úgynevezett „ideális” jövőbeli csatahajót javasolt, egy tucat 12 hüvelykes ágyúból álló fő üteggel nyolc toronyban, 12 hüvelykes övpáncélzattal és 24 csomós (44 km/h) végsebességgel.
1903 augusztusában Fisher lett a nagyvárosi flotta parancsnoka Portsmouthban. Elhívta William Gardot is, és kérte, hogy tervezze meg az úgynevezett „Unbreakable” és az „Unapproachable” csatahajókat. Mindkét hajó vízkiszorítása azonos volt, 15 900 tonna. A tizenhat 254 mm-es löveggel felfegyverkezett csatahajónak a 21 csomós sebességet kellett elérnie. A tizenhat 234 mm-es löveggel felszerelt páncélos cirkálónak magasabb, 25 csomós végsebességet terveztek. A 254 mm-es ágyúkat a Noble által bemutatott tervek alapján választotta Fisher. Az új 254 mm-es lövegek jó páncéltörő képességgel és kiváló tűzgyorsasággal rendelkeztek, miközben könnyebbek voltak, mint a 305 mm-es ágyúk. Emiatt kisebb vagy azonos vízkiszorítású hajókon is elhelyezhették azokat, növelve a lövegek számát a 305 mm-eshez képest. Az előzetes terveket továbbították Fisher belső köréhez tartozó személyeknek. A legnagyobb kritikával a fő kaliber kiválasztását illették. Bacon, Madden és Johnson mindkét hajó esetében a 305 mm-es ágyúkat választotta. Bacon érve az volt, hogy nagy távolságon a tűzgyorsaság nem számít, mivel a lövedék célba érkezését meg kell várni, hogy a lövedéket korrigálni lehessen a robbanáskor. Tehát nem a tűzgyorsaság volt a döntő, hanem a lövedék ereje, amely a 305 mm-esnél nagyobb volt a tömege miatt.
| HMS Untakeable projekt, 1904 októbere | HMS Untakeable projekt, 1904 októbere | HMS Untakeable projekt, 1904 októbere |
|                                       | „A” lehetőség                         | „B” lehetőség                         |
| ------------------------------------- | ------------------------------------- | ------------------------------------- |
| Kiszorítás (tonna)                    | 16 000                                | 16 000                                |
| Sebesség (csomó)                      | 21                                    | 21                                    |
| Gőzgép teljesítménye (lóerő)          | 30 000                                | 30 000                                |
| Fegyverzet                            | 8 × 2 – 254 mm                        | 4 × 2 – 305 mm                        |
| Páncélzat (mm)                        |                                       |                                       |
| Főszíj                                | 254                                   | 305                                   |
| Felső öv                              | 178                                   | 228,6                                 |
| Barbetták                             | 254                                   | 305                                   |
| Fedélzet                              | 25,4 – 51                             | 25,4 – 51                             |

Ezen érvek miatt Fisher elgondolkodott a 305 mm-es lövegek kiválasztásán, majd arra utasította Gardot, hogy tervezzen meg egy alternatív ''B'' változatot 305 mm-es lövegekkel. 1904 októberében, amikor Fishert az admiralitás első lordjának nevezték ki, egy haditengerészeti reformprogramot, és egy páncélos cirkáló, valamint az ''A'' és ''B'' csatahajó terveit terjesztette a kabinet felé. A csatahajó mindkét változata két lövegtoronyban volt felfegyverezve. Egy-egy torony volt elöl és hátul, a többit a hajók oldalára helyezték.
A legnagyobb akadály ebben a szakaszban a fő kaliberű fegyverek kiválasztása volt. Fisher és Watts kezdetben a 254 mm-es lövegek választását támogatta. Végül a Flottatanács 1904 decemberi ülésén ügy döntöttek, hogy a 305 mm-es kalibert választják mind a csatahajó, mind a cirkáló számára. Ebben a Sárga-tengeren vívott csata is közrejátszott. Az eredmények szerint a 254 mm-es lövegek nagy távolságról való tüzelése nem bizonyult kellően hatékonynak.
1904 októberében Fisher utasítására megbízták a Főépítészi Osztályt, hogy dolgozzon ki több tervet a 305 mm-es lövegekkel felszerelt csatahajókról. Pontos taktikai-műszaki feladatot nem tűztek ki, ezért általános számításokat végeztek. Négy tervet dolgoztak ki, nyolc és tizenkettő 305 mm-es löveggel, dugattyús motorokkal, valamint 20–21 csomós sebességgel. November végén a számításokért felelős főépítő-helyettes, John Narbet bemutatta a terveket azzal a megjegyzéssel, hogy a meghajtás hatékonyságát 10 százalékkal növelni kell. Így a következő három tervet, nyolc és tizenkettő 305 mm-es löveggel, dugattyús és turbinás motorral felszerelt változatban is fontolóra vették.
| A csatahajó változatai | A csatahajó változatai                | A csatahajó változatai                | A csatahajó változatai                |
|                        | А                                     | В                                     | С                                     |
| ---------------------- | ------------------------------------- | ------------------------------------- | ------------------------------------- |
| Hossz (szélesség, m)   | 140,2 × 24,8                          | 130 × 25,1                            | 125 × 25,3                            |
| Vízkiszorítás          |                                       |                                       |                                       |
| Gőzgéppel              | 16 500                                | 15 750                                | 15 000                                |
| Turbinákkal            | 16 000                                | 15 350                                | 14 700                                |
| Sebesség (csomó)       | 21                                    | 20                                    | 19                                    |
| Fegyverzet             | 4 × 2 – 305 mm                        | 4 × 2 – 305 mm                        | 4 × 2 – 305 mm                        |
| Rajz                   | Предполагаемый внешний вид варианта А | Предполагаемый внешний вид варианта В | Предполагаемый внешний вид варианта С |

### Tervezőbizottság
Fisher javaslatára és elképzeléseinek megvalósitása érdekében az Admiralitás Tanácsa 1904. december 6-án létrehozta a Tervezőbizottságot. Elképzelése az volt, hogy a bizottságba meghívott, tekintélyes szakértők által hozott döntések csökkenteni tudnák a kritikák sokaságát és az új hajótervek népszerűsítésének nehézségeit. A feladat könnyítése érdekében Fisher igyekezett támogatóit és munkatársait is bevonni a projektbe. A bizottság összetételét 1904. december 22-re jóváhagyták.
| Név                             | Beosztás                                                    |
| ------------------------------- | ----------------------------------------------------------- |
| John Fisher                     | Elnök                                                       |
| Lajos Sándor battenbergi herceg | Ellentengernagy (a haditengerészeti hírszerzés főnöke)      |
| John Darnston                   | Ellentengernagy (a flotta főgépészmérnöke)                  |
| Alfred Winslow                  | Ellentengernagy (a flotta torpedóhadtestének vezetője)      |
| Henry Jackson                   | Kapitány (flottafelügyelő)                                  |
| John Jellicoe                   | Kapitány (a flotta tüzérségi főtisztje)                     |
| Charles Madden                  | Százados (helyettes felügyelő)                              |
| Reginald Bacon                  | Kapitány (első tengerészgyalogos-helyettes)                 |
| Philip Watts                    | (a flotta főépítésze)                                       |
| Lord Kelvin                     |                                                             |
| Byles professzor                | (hajóépítéssel foglalkozó tudós)                            |
| John Isaac Thornycroft          | (a Thornycroft hajóepítő vállalat igazgatója, tulajdonosa)  |
| Alexander Gracie                | (a Fairfield Shipbuilding Company igazgatója)               |
| Edmund Frood                    | (az Admiralitás Kísérleti Bázisának vezetője)               |
| William Gard                    | Tervező                                                     |
| Wilfrey Genderson               | (a bizottság titkára)                                       |
| Henry Mitchell                  | (tervezőasszisztens és az aknatorpedófegyverzet igazgatója) |

Charles Parsons szerint John Fisher admirális elnökként hivatalosan nem volt tagja a bizottságnak. John Narbet nem volt tag, azonban részt vett az előzetes tervek kidolgozásában. A bizottság feladatai közé tartozott az új hajók, mint például a csatahajók, cirkálók, rombolók és tengeralattjárók taktikai és műszaki meghatározása. A bizottság döntései tanácsadó jellegűek voltak, hivatalosan Philip Watts, a flotta főépítésze volt felelős a tervezésért.

### ADreadnought-projekt
A bizottság első ülésére 1905. január 3-án került sor. Fisher bejelentette a Flottatanács döntését, amely szerint a leendő csatahajónak 21 csomós végsebességel, és 305 mm-es ágyúkkal kell rendelkeznie. A fő- és aknavédelmi ágyúk számát a lehető legnagyobbra kellett növelni. További fontos szempont volt, hogy a csatahajónak el kellett férni a flotta fő bázisainak (Portsmouth, Davenport, Gibraltár, Málta) dokkjaiban.

A csatahajó változata

Az változat

Az ülésen Fisher és Gard a hajó ''E'' és ''F'' változatait vette figyelembe. Az ''E'' változatnak három tornya volt elöl és hátul, az ''F'' tervnek pedig három elülső és két hátsó tornya. A tervezetek megfeleltek Fisher és Arthur Wilson admirális követelményeinek. A terveket John Jellicoe ellenezte, aki szerint az alsó tornyok teljesítménye megkérdőjelezhető, mivel a magasabban lévő tornyok torkolati gázai tüzeléskor esetleg hatással lennének az alsó tornyok torkolati gázaira. Ezenkívül attól tartottak, hogy egyetlen ellenséges, sikeres találat 2–3 tornyot is ki tudna iktatni, ezért ezeket a terveket elvetették.
Másnap egy másik, ''G'' jelű tervezetet is megvizsgáltak. Ebben hat kétágyús lövegtorony volt elhelyezve két csoportban, elöl és hátul. A lövegtornyok egy szinten voltak, egy elöl, kettő pedig a hajó közepéhez közelebb, oldalirányban. A terv azért sem váltott ki lelkesedést – eltekintve attól a kockázattól, hogy az egész toronycsoportot egyetlen lövedék hatástalaníthatja – az oldalsó tornyok lőszerpincéinek elhelyezéséhez a csatahajónak túlságosan telt körvonalakkal kellett rendelkeznie elöl, illetve hátul is.
Ezután számos változatot fontolóra vettek ''D'' megjelölés alatt. A fegyverzet az összes változatban hat kétágyús toronyból állt, 305 mm-es lövegekkel. A ''D'' tervezet dugattyús ágyúkkal volt felszerelve, egy-egy torony állt elöl és hátul. Két pár lövegtorony oldalirányban helyezkedett el a hajótest közepén. A ''D2'' változat ugyanolyan felszereltségű volt, mint a ''D'', azonban turbinákkal volt felszerelve. A ''D1'' tervezet hasonló volt a ''D2'' változathoz, annyi eltéréssel, hogy a lövegtornyok közelebb álltak a csatahajó közepéhez.
A változatok alapjában véve pozitív értékelést kaptak, azonban a súlymegtakarítás érdekében javasolták, hogy a hajó hátsó részében elhelyezkedő oldalsó toronypárt cseréljék le egy átmérő síkban lévőre, a gépház és a kazánház között találhatóra. A projekt végül a ''H'' betűjelet kapta. 1905. január 13-án vették fontolóra a tervezetet. A fő lövegtornyok elrendezését jóváhagyták, a bizottság a hajtómű kiválasztásán dolgozott. Három nappal később, január 18-án a ''H'' két változatának számításait vették figyelembe, dugattyús és turbinás meghajtással. Abban az időben a briteknek nem volt tapasztalata, így a mintegy 1100 tonnás vízkiszorítás megtakarításának ellenére sem döntöttek a turbinás meghajtás mellett. Azonban Charles Parsons, a gőzturbina feltalálója segített a meghajtási rendszer részletes műszaki tervezésében, így végül a turbinákat választották a csatahajó megépítéséhez.
A január 15. és február 21. közötti üléseken a projekt részleteivel foglalkoztak. Figyelembe vették az erőműelemek kiválasztását és elhelyezését, valamint a légcsavarok számának megválasztását. Három-, négy-, öt- és hatpropelleres változatokat is javasoltak, végül azonban a négypropelleres változat mellett döntöttek.
Több albizottsági ülésen egyéb körülményeket is tisztáztak. Az orosz–japán háború megmutatta a torpedó elleni védelem fontosságát, azt javasolták, hogy a hajótest víz alatti részén, a pincék közelében helyezzenek el torpedó elleni pajzsokat, az övvastagság 305-ről 279 mm-re csökkentésével. A Jackson, Jellicoe és Maddon részvételével megtartott albizottságban azt tanácsolták, hogy egy háromlábú árbócot szereljenek fel és használjanak egy csónakdaru támasztékaként.
Január 23-án jóváhagyták a hajótest víz alatt lévő részének több vízmentes rekeszre való felosztását. Ez kiküszöbölte a főpáncélfedélzet alatti hosszú átjárókat, valamint minimalizálta a gőzvezetékek és kábelek számára a kétirányú válaszfalakon lévő lyukakat. Minden egyes vízzáró rekeszt saját szellőzőrendszerrel és vízszivattyúkkal kellett felszerelni. Az Admiralitás követelésének megfelelően 76 mm-es lövegeket választottak. A 102 mm-es ágyúkhoz képest nagyobb számban voltak elhelyezhetők, valamint gyorsabban is tüzeltek.
A bizottság azt tanácsolta, hogy 234 mm-es helyett 305 mm-es lövegek kerüljenek beépítésre, valamint a csatahajót minél hamarabb meg akarták építeni, hogy kipróbálhassák. Amíg a Dreadnought kísérletek be nem fejeződtek, és az újítások hatékonysága nem lett bizonyított, azt tanácsolták, hogy ne indítsanak új hajókat.

## Leírás

### Áttekintés
A Dreadnought lényegesen nagyobb volt, mint az akkoriban épült Lord Nelson-osztályú két csatahajó. Teljes hossza 160,6 méter (527 láb), szélessége 25 méter (82 láb 1 hüvelyk), merülési mélysége 8–9 méter volt. Normál terhelésnél 18 120 tonnát, mély terhelésnél 20 730 tonnát nyomott, azaz közel 3 000 tonnával többet, mint a korábbi hajók tömege. Mély terhelésnél 1,7 méter (5,7 láb) metacentrikus magassága volt, emellett dupla fenékkel rendelkezett.
A tisztek szokás szerint a hajó hátsó részében voltak elszállásolva, azonban a Dreadnoughtnál megfordították a régi elrendezést, így a tisztek közelebb voltak a harcálláspontjukhoz. Ez azonban nagyon népszerűtlen volt, azért, mert a zajos gépek közelében voltak, miközben a hajó hátsó része sokkal csendesebbnek számított. Ez az elrendezés a brit dreadnoughtok között egészen 1910-ig tartott. 1907-ben a legénység száma 700 tiszt és matróz volt, azonban ez a szám 1916-ra 810-re emelkedett.
| A hajó felépítése |
| --- |
| |
| CC – Kondenzátorrekesz; ER – Gépház; BR – Kazánház; WTB – Vízmentes válaszfal; WTF – Vízmentes keret 1 – Hajtókar; 2, 4 – Torpedóraktár; 3 – Étkezési tér; 5 – A hajó orrának teteje; 6 – Gépház szellőzőnyílása; 7 – Kazánház szellőzőnyílása; 8 – Jelzőtorony; 9, 10 – Fő tető; 11 – Az admirális tengeri kabinja; 12 – Térképház; 13 – Parancsnoki torony; 14 – Tiszti kabin; 15 – Menekülőtörzs; 16 – Szellőzőnyílás; 17 – Hajtókar; 18 – Vágóeszközök tartálya; 19 – Gépház; 20, 30 – Víz alatti torpedóterem; 21 – Lövészkamra; 22 – Raktár; 23 – Hamuemelő; 24 – Tartalék étel-víztartály; 25 – Szénbunker; 26 – Széntartály; 27 – Elektromos emelő; 28 – Üzemanyagtartály; 29, 31 – Édesvíztartály; 32 – Hátsó torpedócső |

A 21 csomós sebesség elérésének érdekében a Dreadnought hajótestét jelentősen átalakították a régebbi csatahajókéhoz képest. Az orr vonalai szűkültek, a hajó közepe pedig szinte téglalap alakú lett, és hátrébb tolódott. Ezt a formát Norbet irányításával fejlesztették ki. A kísérlet során teszteltek egy teljes méretű modellt, amely azt mutatta, hogy 23 000 lóerő elegendő lenne a 21 csomós sebesség eléréséhez. Edmund Frood, az Admiralitás Kísérleti Bázisának vezetője azonban nem bízott ezekben az adatokban, így további öt, klasszikus formájú modell tesztelését rendelte el. A vizsgálatok szerint a teljesítményigény 28 000 lóerő volt. A hetedik modellen végzett tesztek után Frood jóváhagyott egy új formát, amely 5000 lóerőt takarított meg. A sebesség/teljesítmény görbéket pedig visszaküldték az Admiralitásnak. Ez a teljesítménymegtakarítás lehetővé tette az egyik kazánsor elhagyását, a hajótest nyolc méterrel való csökkentését és a vízkiszorítás 1500 tonnával való kisebbedését.

## Építése

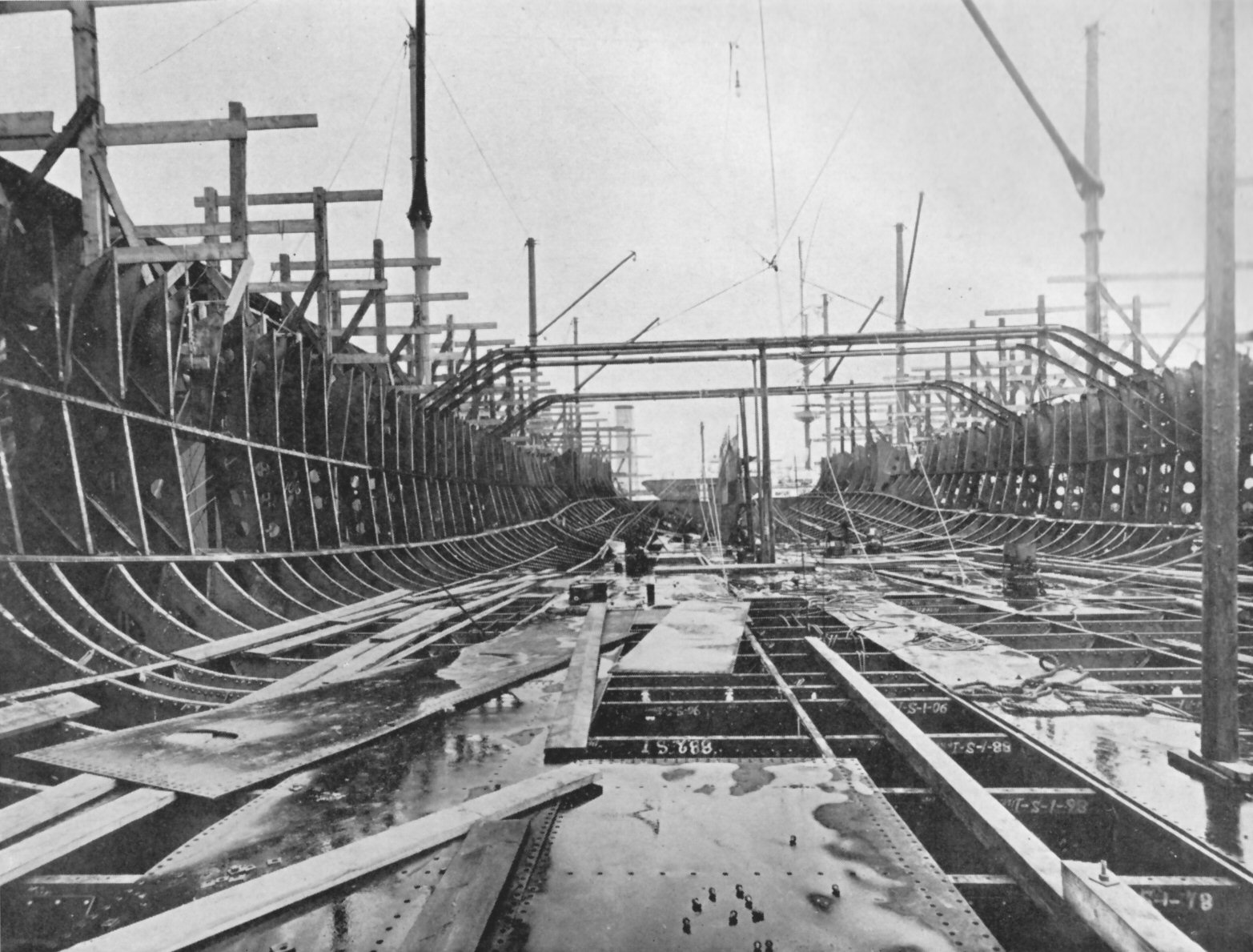
A Dreadnought két nappal a hajógerinc letétele után

A HMS Dreadnought lett a Brit Királyi Haditengerészet hatodik olyan hajója, amely a Dreadnought nevet viselte. Ennek a szónak a jelentése „rettenthetetlen”. Fisher admirális célja az volt, hogy minél előbb, egy éven belül építsék meg a hajót. Ennek érdekében az építőanyagot előre felhalmozták. 1905 májusától rengeteg előgyártást végeztek. 1905. október 2-án hivatalosan is megkezdték az építkezést. A portsmouthi HM Dockyardban építették, amelyet a világ leggyorsabban építő hajógyárának tartottak. Az építkezést elzárták a külvilág elől, azt akarták érzékeltetni, hogy a tervezése nem különbözik a többi hajóétól. Az alapok letétele után már 1100 embert foglalkoztattak, azonban ez a szám hamarosan 3000 főre emelkedett. Míg a korábbi hajókon az emberek 48 órás munkahetet tartottak, addig a Dreadnoughton 69 órás, hatnapos munkahetet kellett végigdolgozniuk reggel hattól este hatig. Ez kötelező túlórákat is tartalmazott, mindössze 30 perces ebédszünettel. Bár felmerült, hogy a kettős műszak enyhíthetné a hosszú munkaidőt, ez a munkaerőhiány miatt nem volt lehetséges. A hatodik napon (október 7.) az első válaszfalak és a középső fedélzeti gerendák nagy része a helyére került. A 20. napra az orr elülső része is elkészült, valamint a felső fedélzeti lemezek készítése is jól haladt. A 125. napra (február 4.) az egész hajótest elkészült.
A Dreadnoughtot egy üveg ausztrál borral keresztelte meg VII. Eduárd brit király 1906. február 10-én. Az üvegnek több ütés is kellett ahhoz, hogy összetörjön a később híressé vált orron. A hajó fontosságát jelezve a vízre bocsátást nagyszabású, díszes ünnepi eseménynek tervezték, mivel azonban Alexandra brit királyné tizenkét nappal korábban elhunyt édesapját gyászolta, egy kisebb volumenű ünnepélyre került sor.
A csatahajó építése 1 785 683 fontba került, más források szerint azonban 1 783 883, valamint 1 672 483 fontot költöttek a hajó építésére.

## Tesztelése

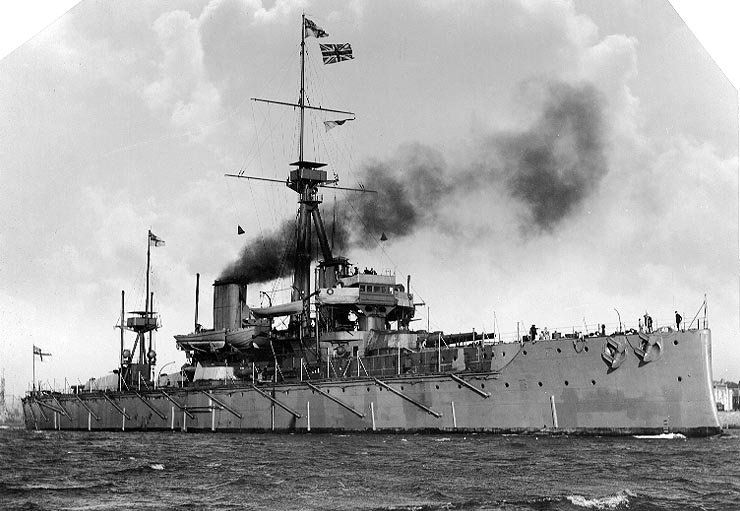
A csatahajó 1906-ban

1906. október 3-án, egy évvel és egy nappal az építésének megkezdése után, kétnapos útra indult Portsmouth városából. Október 9-én a cornwalli partoknál nyolcórás próbaútra indult, ami alatt 20,05 csomóval, valamint 21,6 csomóval haladt. Portsmouthba való visszatérése után ágyú- és torpedópróbákat hajtott végre. 1906. december 11-én állt a flotta hadrendjébe.
Az a feltételezés, miszerint az építését felgyorsították azzal, hogy a Dreadnoughtot megelőző, Lord Nelson-osztályú hajókra tervezett ágyúkat és tornyokat használták, nem igazolódott, mivel az ágyúkat és tornyokat csak 1905 júliusában rendelték meg. Ettől valószínűbbnek tűnik az a feltételezés, hogy a Dreadnought lövegtornyai és ágyúi magasabb prioritást kaptak, mint a korábbi hajókéi.
1906 decemberében kihajózott a Földközi-tengerre, hogy próbákat hajtson végre az Arosa-öbölnél, Gibraltárnál, valamint Golfo Arancinál. 1907 januárjában átkelt az Atlanti-óceánon, hogy Port of Spainbe hajózzon. Innen 1907. március 23-án tért vissza Angliába. A hajóút során Reginald Bacon kapitány, Fisher korábbi tengerészeti asszisztense és a tervezőbizottság tagja alaposan átvizsgálta a motorokat és az ágyúkat. Jelentése szerint minden bevezetett újítás sikeresen működött. Ezidő alatt Gibraltár és Trinidad között 17 csomós (31 km/h), Trinidad és Portsmouth között pedig 19 csomós (35 km/h) átlagsebességgel haladt, ami példátlanul nagy teljesítmény. Ez a próbahajózás számos olyan problémát tárt fel, amelyet a későbbi javítások során megszüntettek.

## Szolgálata

### A Royal Navy zászlóshajójaként, aDreadnought-csalás

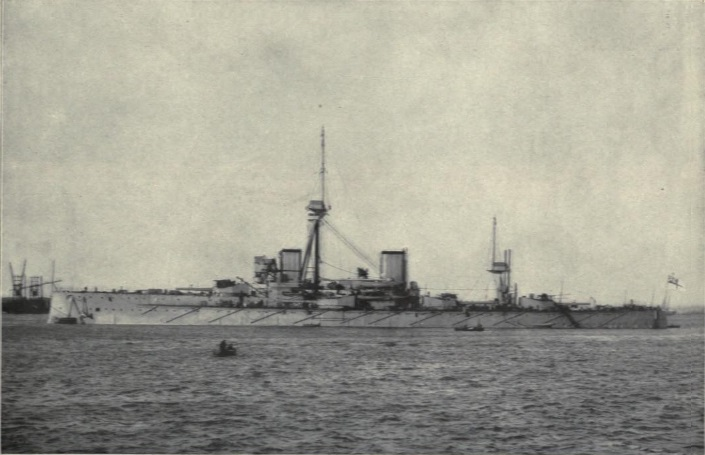
A Dreadnought valamikor 1906 és 1908 között

1907 és 1911 között a Brit Királyi Haditengerészet Home Fleet zászlóshajójaként szolgált. 1910 februárjában felkeltette a hírhedt szélhámos, Horace de Vere Cole figyelmét, aki rábírta a haditengerészetet, hogy egy abesszin királyi családból álló csoportnak szervezzenek hajóbejárást. Az „abesszin királyi család” valójában Cole néhány álruhás barátja volt. Az eset a Dreadnought-csalás néven vált ismertté. Cole azért választotta a Dreadnoughtot, mert akkoriban a csatahajó volt Nagy-Britannia tengeri tüzérségének legjelentősebb szimbóluma. Február 12-re a brit újságok tele voltak Cole csínytevésével. Az eset után napokig nevetség tárgyává vált a haditengerészet Angliában. Az egyik hírlap azt javasolta, hogy a Dreadnought változtassa meg a nevét „Abyssinian”-ra. Bár hivatalosan is vádat akartak emelni az elkövetők ellen, végül azonban elvetették az ötletet, mivel attól tartottak, még nagyobb nyilvánosságot kapna az ügy. Végül egy nem hivatalos büntetés mellett döntöttek.

### 1911–1913
1911 márciusában a Neptun váltotta a Home Fleet zászlóshajójaként, a flotta 1. hadosztályához rendelték. Részt vett V. György brit király 1911 júniusában tartott koronázási flottaszemléjén. A Dreadnought 1912 decemberében a 4. csataszázad zászlóshajója lett, miután áthelyezték az 1. csataszázadból. 1913 szeptembere és decembere között a Földközi-tengeren gyakorlatozott.

### AzSM U-29elsüllyesztése
Az első világháború kitörésének idején, 1914-ben a Scapa Flow-ban állomásozó harci század zászlóshajója volt. December 10-én a HMS Benbow váltotta zászlóshajó szerepében. Habár eredetileg ellenséges csatahajók ellen tervezték, egyetlen jelentős akciója az volt, hogy 1915. március 18-án Pentland Firthben legázolással elsüllyeszette az Otto Weddigen alhadnagy által parancsnokolt SM U-29 német tengeralattjárót. Az U-29 közvetlenül a Dreadnought előtt tört felszínre, a csatahajó egy ütközés után kettévágta a tengeralattjárót. Ezután majdnem összeütközött a HMS Temeraire-rel, amely szintén megpróbálkozott a tengeralattjáró elsüllyesztésével. Ezzel a Dreadnought lett az egyetlen csatahajó, amely valaha is célzottan elsüllyesztett egy ellenséges tengeralattjárót.

### Utolsó évei
1916. április 18. és június 22. között Portsmouthban volt javítás alatt, ezzel lemaradt a világháború legfontosabb csatájának számító jütlandi csatáról. A Dreadnought július 9-én a 3. csataszázad zászlóshajója volt. Ez a csataszázad Sheernessben állomásozott. Ezidő alatt a hajó légvédelmi ágyúival lőtte a felette elhaladó, London felé tartó német repülőgépeket. 1918 márciusában visszatért a Nagy Flottához, ahol ismét a 4. harci század zászlóshajójaként tevékenykedett. 1919. február 25-én újra hadrendbe állították, hogy a tartalékosok anyahajójaként szolgáljon.

### Eladása, szétbontása
A csatahajót 1920. március 31-én árverésre bocsátották, és végül a Thos. W. Wardnak, egy sheffieldi vállalkozásnak adták el selejtezésre. A cég tonnánként 2 font 10 shillinget fizetett a hajóért, később ezt 2 font 4 shillingre csökkentették. Mivel a Dreadnoughtot 16 650 tonnára becsülték, a hajóbontónak 36 630 fontot kellett összesen fizetnie, egy másik forrás azonban 44 750 fontot említ. 1923. január 2-án a cég új telephelyén, a skóciai Inverkeithingben bontották szét. A csatahajóról nagyon kevés tárgyi emlék maradt fenn, azonban egy ágyútorony a greenwichi Nemzeti Tengerészeti Múzeumban megtalálható.

## Parancsnokok
| Mettől              | Név                                   |
| ------------------- | ------------------------------------- |
| 1906. július 2.     | Reginald Bacon                        |
| 1907. augusztus 12. | Charles Madden                        |
| 1908. december 1.   | Charles de Bartolomé                  |
| 1908. december 1.   | Gordon Moore                          |
| 1909. július 30.    | Herbert William Richmond              |
| 1911. március 28.   | Sydney Fremantle                      |
| 1912. december 19.  | Wilmot Nicholson                      |
| 1914. június 10.    | William John Standly Alderson         |
| 1916. július 19.    | Leopold McClintock                    |
| 1916. december 1.   | Arthur Cloudesly Shovel Hughes D'Aeth |
| 1918 januárjától    | Thomas Erskine Wardle                 |
| 1918. április 20.   | Maurice Swynfen Fitzmaurice           |
| 1919. február 25.   | Robert Henry Coppinger                |

## Hatása

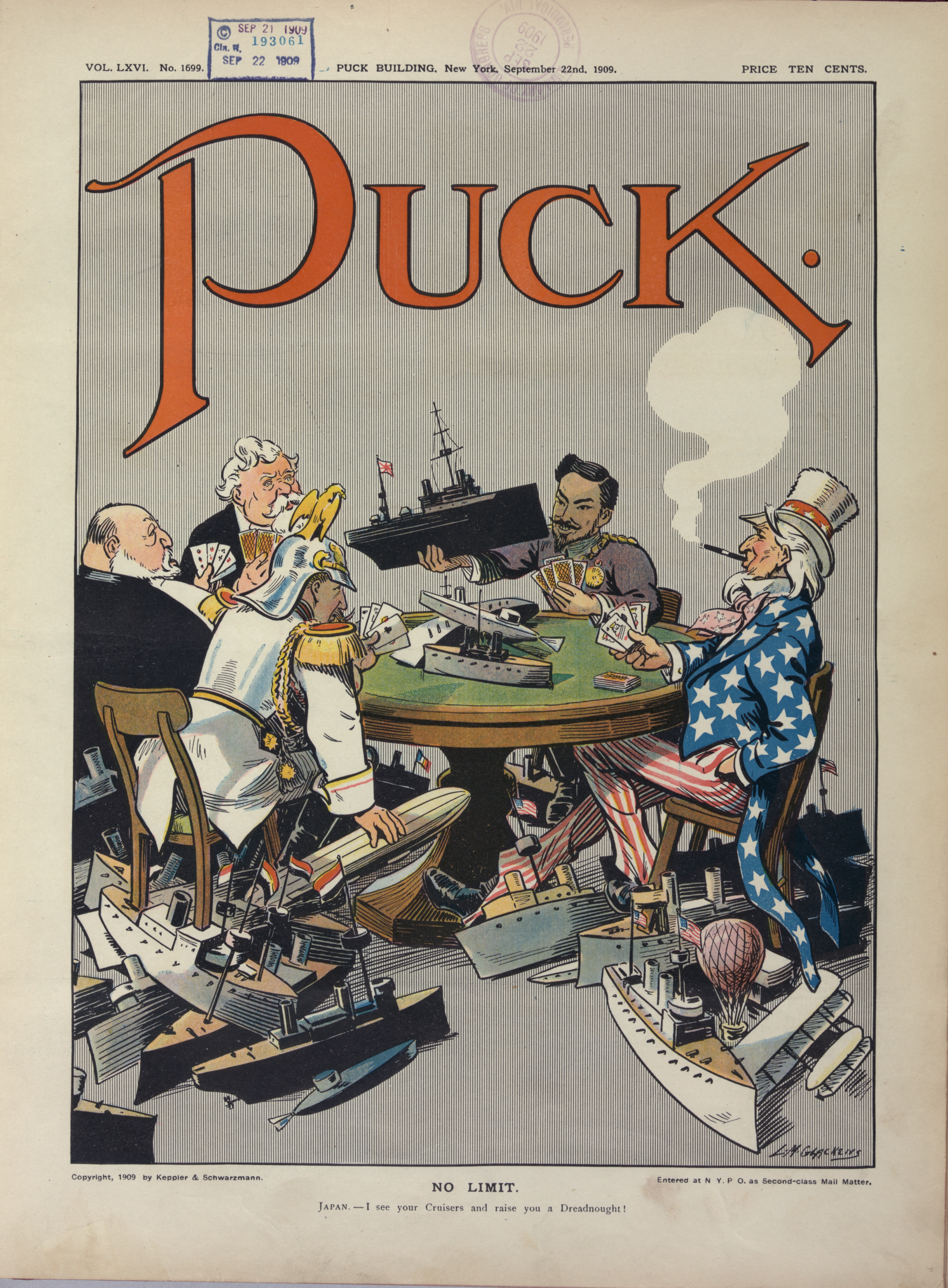
Az öt nemzet haditengerészeti versengését ábrázoló karikatúra (Puck, 1909)

Tervezése olyannyira háttérbe szorította a korábbi típusokat, hogy a későbbi csatahajókat minden nemzetnél csak egyszerűen „Dreadnought“-oknak nevezték, a megépítése előtti csatahajókat pedig „Pre-dreadnought“ csatahajóknak hívták. Nagyon rövid építési idejével azt kívánták demonstrálni, hogy Nagy-Britannia képes behozhatatlan előnyt szerezni az új típusú csatahajók terén. Megépítése fegyverkezési versenyt indított el, hamarosan minden nagyobb flotta Dreadnought-szerű csatahajókat bocsátott vízre.
1960-ban Nagy-Britannia első atom-tengeralattjárója a HMS Dreadnought (S101) nevet kapta. Ezt a nevet fogják használni a Trident rakétát szállító tengeralattjárók számára.
A széles, mély testtel kialakított modern akusztikus gitárt erről a hajóról nevezték el Dreadnought formának.
2014-ben a Titanosauria dinoszauruszok újonnan besorolt nemzetségét Dreadnoughtusnak nevezték el, mivel gigantikus méretük miatt „gyakorlatilag legyőzhetetlennek” tartották őket. A  nevet a csatahajó ihlette, szó szerinti jelentése: semmitől nincs félnivalója.

## Fordítás
- Ez a szócikk részben vagy egészben  a   HMS Dreadnought (1906) című angol Wikipédia-szócikk fordításán alapul.  Az eredeti cikk szerkesztőit annak laptörténete sorolja fel. Ez a jelzés csupán a megfogalmazás eredetét és a szerzői jogokat jelzi, nem szolgál a cikkben szereplő információk forrásmegjelöléseként.'